# Suiza en los Juegos Olímpicos de París 1900
Suiza estuvo representada en los Juegos Olímpicos de París 1900 por un total de 18 deportistas que compitieron en 4 deportes.  

## Medallistas
El equipo olímpico suizo obtuvo las siguientes medallas:
| Nombre                                                                       | Deporte | Competición                      |
| ---------------------------------------------------------------------------- | ------- | -------------------------------- |
| Oro                                                                          |         |                                  |
| Karl Röderer                                                                 | Tiro    | Pistola 50 m M                   |
| Friedrich Lüthi Paul Probst Louis Richardet Karl Röderer Konrad Stäheli      | Tiro    | Pistola por eqs. 50 m M          |
| Konrad Stäheli                                                               | Tiro    | Rifle de rodillas 300 m M        |
| Emil Kellenberger                                                            | Tiro    | Rifle en tres posiciones 300 m M |
| Franz Böckli Alfred Grütter Emil Kellenberger Louis Richardet Konrad Stäheli | Tiro    | Rifle por eqs. 300 m             |
| Bernard de Pourtalès Hélène de Pourtalès Hermann de Pourtalès                | Vela    | 1-2 ton (regata 1)               |
| Plata                                                                        |         |                                  |
| Emil Kellenberger                                                            | Tiro    | Rifle de rodillas 300 m M        |
| Bernard de Pourtalès Hélène de Pourtalès Hermann de Pourtalès                | Vela    | 1-2 ton (regata 2)               |
| Bronce                                                                       |         |                                  |
| Konrad Stäheli                                                               | Tiro    | Pistola 50 m M                   |